# Ninjas in Pyjamas
Ninjas in Pyjamas (NIP) là 1 tổ chức thể thao điện tử chuyên nghiệp, có trụ sở tại Thụy Điển và nổi tiếng với đội tuyển Counter-Strike của họ. Năm 2012, đội tuyển tái thiết đội hình  Counter-Strike: Global Offensive khi trò chơi được phát hành. Bên cạnh Counter-Strike, tổ chức còn có đội tuyển thi đấu Valorant, Rainbow Six Siege, FC Online, Rocket League, Fortnite Battle Royale và Liên Minh Huyền Thoại. Trước đó họ cũng có đội tuyển thi đấu Overwatch, PUBG và Paladins.